# Spinellus fusiger
Spinellus fusiger é uma espécie de fungo parasita da família Phycomycetaceae.